# Cassipourea subsessilis
Cassipourea subsessilis är en tvåhjärtbladig växtart som beskrevs av Nathaniel Lord Britton. Cassipourea subsessilis ingår i släktet Cassipourea, och familjen Rhizophoraceae. Inga underarter finns listade i Catalogue of Life.